# Distrito de Wycombe
Wycombe es un distrito no metropolitano del condado de Buckinghamshire (Inglaterra). Fue creado por la Ley de Gobierno Local de 1972, que entró en vigor el 1 de abril de 1974, como una fusión del antiguo municipio de High Wycombe y los distritos rurales de Marlow y Wycombe.

## Geografía
Según la Oficina Nacional de Estadística británica, Wycombe tiene una superficie de 324,58 km². Limita al norte con Aylesbury Vale, al este con Chiltern, al sudeste con South Bucks, al sur con Berkshire, y al oeste con Oxfordshire.

## Demografía
Según el censo de 2001, Wycombe tenía 162 105 habitantes (48,92% varones, 51,08% mujeres) y una densidad de población de 499,43 hab/km². El 20,93% eran menores de 16 años, el 72,71% tenían entre 16 y 74, y el 6,36% eran mayores de 74. La media de edad era de 37,64 años. 
Según su grupo étnico, el 87,86% de los habitantes eran blancos, el 1,61% mestizos, el 7,54% asiáticos, el 2,4% negros, el 0,31% chinos, y el 0,28% de cualquier otro. La mayor parte (88,57%) eran originarios del Reino Unido. El resto de países europeos englobaban al 3,35% de la población, mientras que el 1,17% había nacido en África, el 4,6% en Asia, el 1,71% en América del Norte, el 0,13% en América del Sur, el 0,37% en Oceanía, y el 0,1% en cualquier otro lugar. El cristianismo era profesado por el 69,06%, el budismo por el 0,23%, el hinduismo por el 0,62%, el judaísmo por el 0,27%, el islam por el 6,49%, el sijismo por el 0,25%, y cualquier otra religión por el 0,24%. El 15,59% no eran religiosos y el 7,24% no marcaron ninguna opción en el censo.
El 43,41% de los habitantes estaban solteros, el 44,12% casados, el 1,64% separados, el 5,39% divorciados y el 5,44% viudos. Había 63 504 hogares con residentes, de los cuales el 25,38% estaban habitados por una sola persona, el 8,48% por padres solteros con o sin hijos dependientes, el 63,33% por parejas (54,59% casadas, 8,74% sin casar) con o sin hijos dependientes, y el 2,81% por múltiples personas. Además, había 1376 hogares sin ocupar y 195 eran alojamientos vacacionales o segundas residencias.